# Paula Raymond
Paula Raymond, pseudonimo di Paula Ramona Wright (San Francisco, 23 novembre 1924 – Los Angeles, 31 dicembre 2003), è stata un'attrice statunitense.

## Biografia
Nata a San Francisco nel 1924, la quattordicenne Raymond debuttò sul grande schermo con il nome di Paula Rae Wright nella commedia Keep Smiling (1938), in cui interpretò il ruolo di Bettina Bowman. Riprese la carriera cinematografica una decina di anni più tardi, con alcuni ruoli non accreditati in film quali Rivista di stelle (1947), La notte ha mille occhi (1948), La costola di Adamo (1949) e I marciapiedi di New York (1949).
Sotto contratto dal 1950 con la MGM, nel film La rivolta la Raymond ebbe il ruolo di Helen Ferguson, moglie di un chirurgo statunitense (interpretato da Cary Grant) in vacanza in un paese latinoamericano dove sta per scoppiare una rivoluzione. La Ferguson viene fatta rapire dal dittatore Farrago (José Ferrer), il quale – dovendo sottoporsi a un delicato intervento al cervello - intende così assicurarsi la piena disponibilità del medico per la riuscita dell'operazione. Nello stesso anno l'attrice apparve anche nel western Il passo del diavolo (1950), accanto a Robert Taylor, e nel musical La duchessa dell'Idaho (1950), interpretato da Esther Williams.
Quasi sempre seconda protagonista femminile, nella prima metà degli anni cinquanta la Raymond partecipò a pellicole come Il grande bersaglio (1951) con Dick Powell, la commedia La sirena del circo (1951), ancora con la Williams e con Red Skelton, e in film noir come Difendete la città (1952), in cui recitò al fianco di Walter Pidgeon e John Hodiak, e La città che non dorme (1953), che interpretò accanto a Gig Young e Marie Windsor.
Sempre nel 1953, la Raymond ebbe il ruolo di Lee Hunter, assistente dello scienziato Thurgood Elson (Cecil Kellaway), nel fantascientifico Il risveglio del dinosauro di Eugène Lourié, uno dei molti film che nel decennio furono incentrati sulla minaccia all'umanità rappresentata da un temibile mostro, in questo caso un dinosauro risvegliato da un'esplosione atomica che scioglie i ghiacci in cui era imprigionato da millenni. L'anno successivo, l'attrice interpretò la parte della regina Berengaria nel kolossal storico Riccardo Cuor di Leone (1954), cui seguirono il poliziesco Giungla umana (1954), con Gary Merrill e Jan Sterling, e il western L'arma che conquistò il West (1955), con Dennis Morgan.
Dopo la metà degli anni cinquanta, la Raymond svolse quasi esclusivamente attività televisiva, comparendo in alcune serie come Le leggendarie imprese di Wyatt Earp (1959) e Maverick (1961), entrambe di ambientazione western, di genere poliziesco come Perry Mason, di cui interpretò cinque episodi tra il 1959 e il 1964, Hawaiian Eye (cinque episodi dal 1959 al 1962), Gli intoccabili (1960) e Organizzazione U.N.C.L.E. (1964).
A conclusione della carriera, la Raymond apparve ancora negli horror Il castello di Dracula (1969), in cui recitò con John Carradine e Alexander D'Arcy, e Five Blood Graves (1970). Dopo un'assenza di oltre vent'anni dalle scene, tornò un'unica volta a recitare in occasione del film Ipnosi morbosa (1994).
Dal primo matrimonio (1944-1946) con il capitano di Marina Floyd Leroy Patterson, la Raymond ebbe una figlia, Raeme Dorene, nata nel 1946 e morta nel 1993. Il secondo matrimonio con H. Leslie Williams durò un anno, dal 1965 al 1966. La Raymond morì al Cedars-Sinai Medical Center il 31 dicembre 2003, all'età di 79 anni, per complicazioni respiratorie.

## Filmografia

### Cinema
- Keep Smiling, regia di Herbert I. Leeds (1938)
- Rivista di stelle (Variety Girl), regia di George Marshall (1947)
- Powder River Gunfire, regia di Irving Cummings (1948)
- La notte ha mille occhi (Night Has a Thousand Eyes), regia di John Farrow (1948)
- Rusty Leads the Way, regia di Will Jason (1948)
- Il verdetto (Sealed Verdict), regia di Lewis Allen (1948)
- Racing Luck, regia di William Berke  (1948)
- Blondie's Secret, regia di Edward Bernds (1948)
- Challenge of the Range, regia di Ray Nazarro (1949)
- La costola di Adamo (Adam's Rib), regia di George Cukor (1949)
- Tu partirai con me (Holiday Affair), regia di Don Hartman (1949)
- I marciapiedi di New York (East Side, West Side), regia di Mervyn LeRoy (1949)
- La rivolta (Crisis), regia di Richard Brooks (1950)
- La duchessa dell'Idaho (Duchess of Idaho), regia di Robert Z. Leonard (1950)
- Il passo del diavolo (Devil's Doorway), regia di Anthony Mann (1950)
- Risposiamoci tesoro! (Grounds for Marriage), regia di Robert Z. Leonard (1951)
- Tutto per tutto (Inside Straight), regia di Gerald Mayer (1951)
- Il grande bersaglio (The Tall Target), regia di Anthony Mann (1951)
- La sirena del circo (Texas Carnival), regia di Charles Walters (1951)
- Difendete la città (The Sellout), regia di Gerald Mayer (1952)
- Il ritorno dei vendicatori (The Bandits of Corsica), regia di Ray Nazarro (1953)
- Storia di tre amori (The Story of Three Loves), regia di Vincente Minnelli e Gottfried Reinhardt (1953)
- La città che non dorme (City That Never Sleeps), regia di John H. Auer (1953)
- Il risveglio del dinosauro (The Beast from 20,000 Fathoms), regia di Eugène Lourié (1953)
- Riccardo Cuor di Leone (King Richard and the Crusaders), regia di David Butler (1954)
- Giungla umana (The Human Jungle), regia di Joseph M. Newman (1954)
- The Shadow, regia di Charles F. Haas (1954) – cortometraggio tv
- L'arma che conquistò il West (The Gun That Won the West), regia di William Castle (1955)
- The Flight That Disappeared, regia di Reginald Le Borg (1961)
- Hand of Death, regia di Gene Nelson (1962)
- La spia dai due volti (The Spy with My Face), regia di John Newland (1965)
- Il castello di Dracula (Blood of Dracula's Castle), regia di Al Adamson (1969)
- Five Bloody Graves, regia di Al Adamson (1970)
- Ipnosi morbosa (Mind Twister), regia di Fred Olen Ray (1994)

### Televisione
- Your Show Time – serie TV, 1 episodio (1949)
- The Unexpected – serie TV, 1 episodio (1952)
- I segreti della metropoli (Big Town) – serie TV, 1 episodio (1953)
- The Ford Television Theatre – serie TV, 1 episodio (1954)
- Four Star Playhouse – serie TV, 1 episodio (1954)
- Fireside Theatre – serie TV, 2 episodi (1953-1954)
- Cavalcade of America – serie TV, 2 episodi (1955)
- The Adventures of Ellery Queen – serie TV, 1 episodio (1955)
- The Californians – serie TV, 1 episodio (1958)
- State Trooper – serie TV, 1 episodio (1958)
- Mike Hammer – serie TV, 1 episodio (1958)
- Yancy Derringer – serie TV, episodio 1x02 (1958)
- Peter Gunn – serie TV, episodio 1x12 (1958)
- Schlitz Playhouse of Stars – serie TV, 2 episodi (1958-1959)
- Alcoa Presents: One Step Beyond – serie TV, 1 episodio (1959)
- Bachelor Father – serie TV, 1 episodio (1959)
- The Rough Riders – serie TV, episodio 1x24 (1959)
- The Third Man – serie TV, 1 episodio (1959)
- Markham – serie TV, 1 episodio (1959)
- L'uomo e la sfida (The Man and the Challenge) – serie TV, episodio 1x02 (1959)
- General Electric Theater – serie TV, episodio 8x08 (1959)
- Le leggendarie imprese di Wyatt Earp (Riverboat) – serie TV, 1 episodio (1959)
- Lawman – serie TV, 1 episodio (1959)
- Shotgun Slade – serie TV, 1 episodio (1959)
- Special Agent 7 – serie TV, 1 episodio (1959)
- The Deputy – serie TV, 1 episodio (1960)
- Philip Marlowe – serie TV, episodio 1x16 (1960)
- Pony Express – serie TV, episodio 1x22 (1960)
- Bourbon Street Beat – serie TV, episodio 1x21 (1960)
- Cheyenne – serie TV, 1 episodio (1960)
- Have Gun - Will Travel – serie TV, episodio 3x30 (1960)
- Tightrope – serie TV, episodio 1x35 (1960)
- Il tenente Ballinger (M Squad) – serie TV, 3 episodi (1958-1960)
- The Texan – serie TV, 1 episodio (1960)
- Gli intoccabili (The Untouchables) – serie TV, 1 episodio (1960)
- Bat Masterson – serie TV, 3 episodi (1959-1960)
- The Brothers Brannagan – serie TV, 1 episodio (1960)
- The Aquanauts – serie TV, episodio 1x10 (1960)
- Lock-Up – serie TV, episodio 1x22 (1960)
- The Law and Mr. Jones – serie TV, 1 episodio (1961)
- Surfside 6 – serie TV, episodio 1x33 (1961)
- Maverick – serie TV, episodio 5x03 (1961)
- The Roaring 20's – serie TV, 1 episodio (1961)
- The Bob Cummings Show – serie TV, 1 episodio (1961)
- The New Breed – serie TV, episodio 1x25 (1962)
- Gli uomini della prateria (Rawhide) – serie TV, episodio 4x27 (1962)
- Hawaiian Eye – serie TV, 5 episodi (1959-1962)
- The Beachcomber – serie TV, 1 episodio (1962)
- Death Valley Days – serie TV, 1 episodio (1964)
- Perry Mason – serie TV, 5 episodi (1959-1964)
- Indirizzo permanente (77 Sunset Strip) – serie TV, 4 episodi (1959-1964)
- La legge del Far West (Temple Houston) – serie TV, episodio 1x26 (1964)
- Organizzazione U.N.C.L.E. (The Man from U.N.C.L.E.) – serie TV, episodio 1x08 (1964)

## Doppiatrici italiane
- Lydia Simoneschi in La duchessa dell'Idaho, L'arma che conquistò il West, Il passo del diavolo
- Dhia Cristiani in La rivolta
- Rosetta Calavetta in Difendete la città
- Renata Marini in La città che non dorme
- Franca Dominici in Il risveglio del dinosauro
- Micaela Giustiniani in Riccardo Cuor di Leone